# Santo Cristo (ort i Brasilien, Rio de Janeiro)
Santo Cristo är en ort i Brasilien.   Den ligger i kommunen Rio de Janeiro och delstaten Rio de Janeiro, i den sydöstra delen av landet, 900 km sydost om huvudstaden Brasília. Santo Cristo ligger 9 meter över havet och antalet invånare är 12 330.

## Terräng och klimat
Terrängen runt Santo Cristo är platt åt nordost, men åt sydväst är den kuperad. Havet är nära Santo Cristo åt nordost.Trakten är tätbefolkad. Närmaste större samhälle är Rio de Janeiro, 0,78 km sydväst om Santo Cristo. 
Runt Santo Cristo är det i huvudsak tätbebyggt.